# Prinsbisdom Osnabrück
Het prinsbisdom Osnabrück was een tot de Nederrijns-Westfaalse Kreits behorend prinsbisdom binnen het Heilige Roomse Rijk.
Het bisdom Osnabrück wordt voor het eerst vermeld in 803. Het behoorde tot de kerkprovincie Keulen. In 1236 lukt het de bisschop de voogdij over het kerkgoed, inclusief de stad Osnabrück terug te kopen van de graven van Tecklenburg.
In het begin van de dertiende eeuw lukt het de bisschop een groot prinsbisdom te vormen (wereldlijk gebied) in de omgeving van Osnabrück, in het graafschap Tecklenburg, Lingen, Rheda, delen van het graafschap Diepholt en Wildeshausen. Verder rond het graafschap Vechta, Cloppenburg en Meppen. De grootste omvang wordt rond 1250 bereikt.
Gedurende de periode van ca. 1100 tot 1673, toen Ernst August van Brunswijk-Lüneburg het bisschoppelijk kasteel in de stad Osnabrück betrok, was de residentie van de (vorst-)bisschoppen het  in Bad Iburg gevestigde Kasteel en Benedictijnerabdij Iburg.

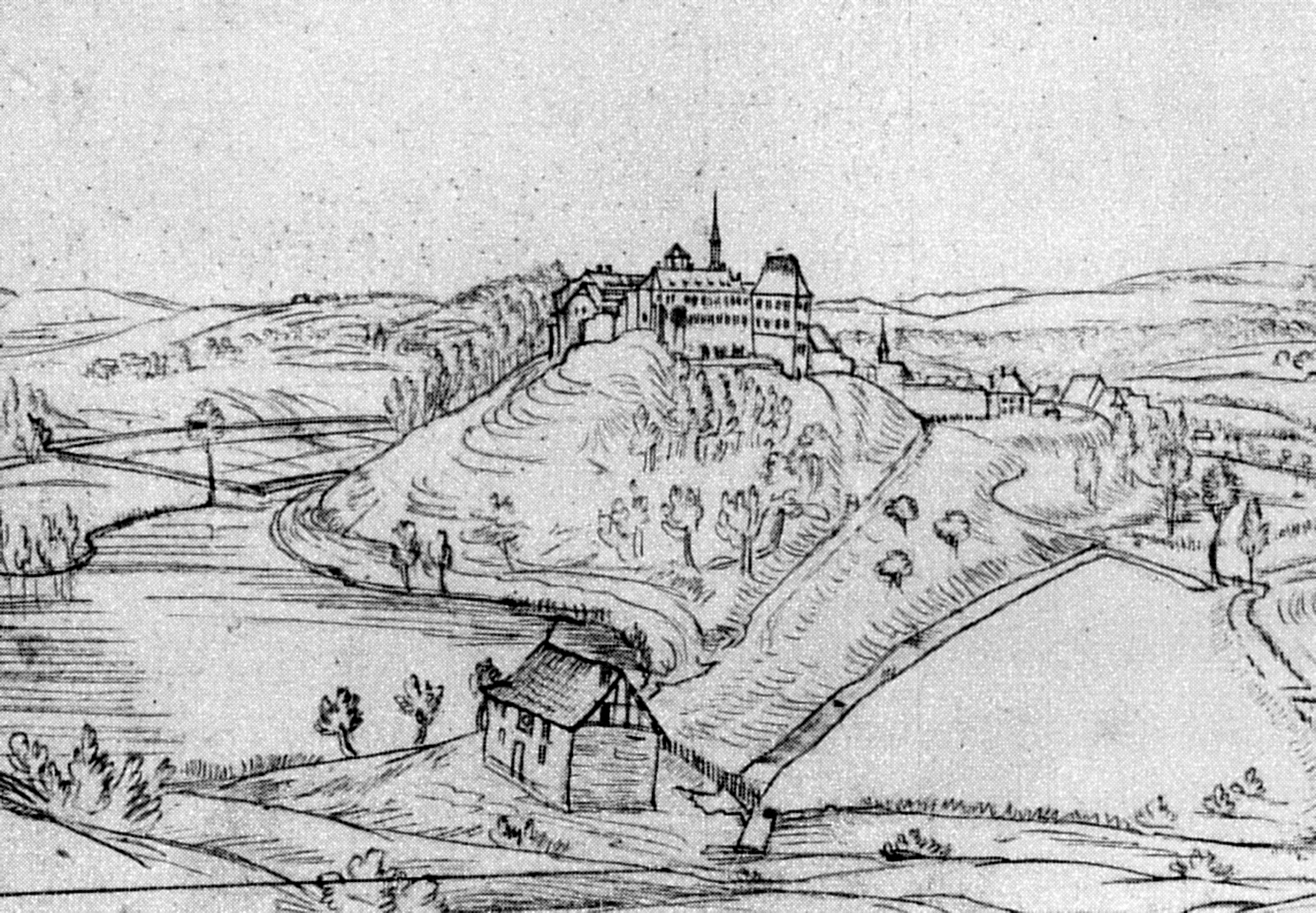
Kasteel en Klooster Iburg, eerste helft 18e eeuw
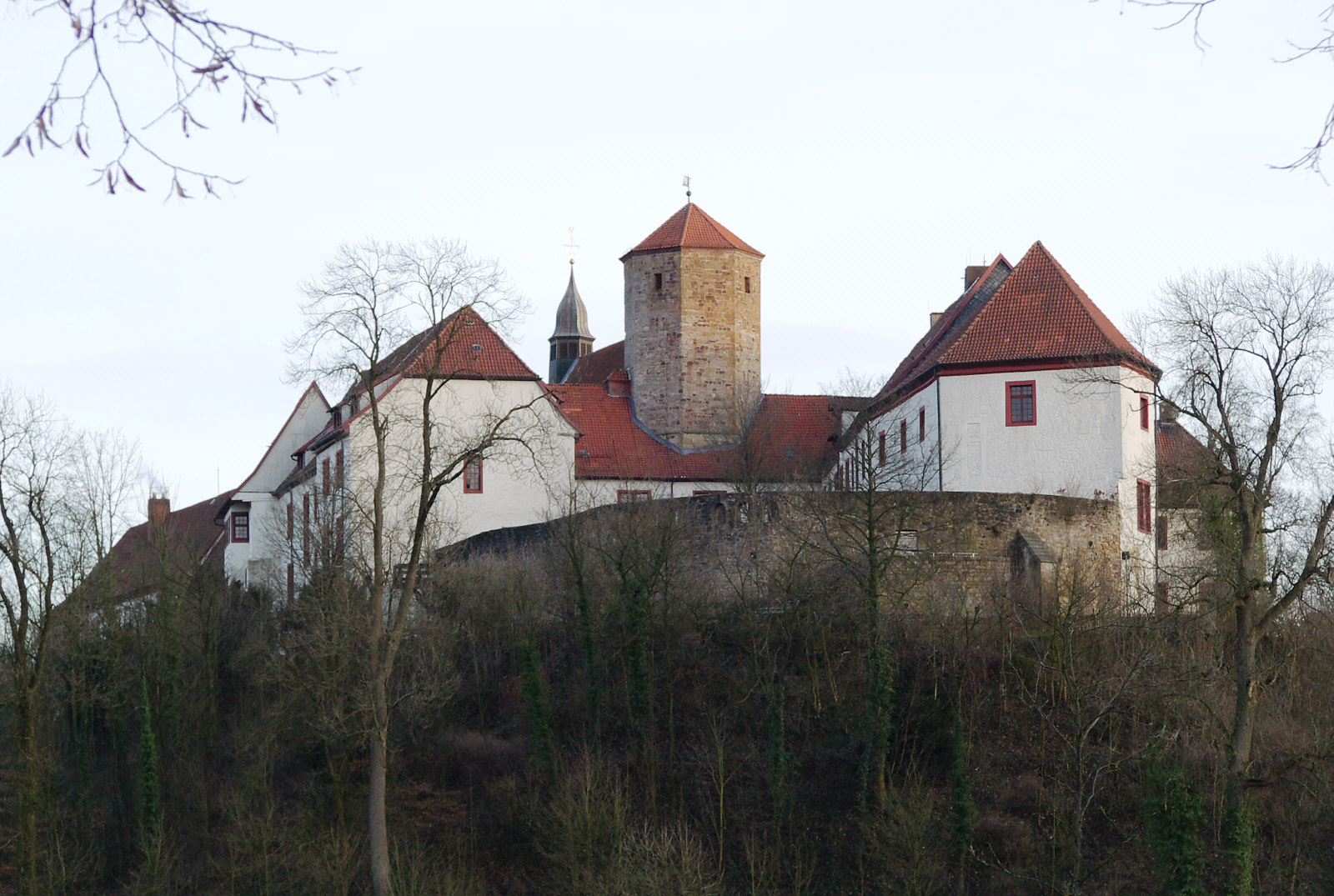
Kasteel en Klooster Iburg tegenwoordig
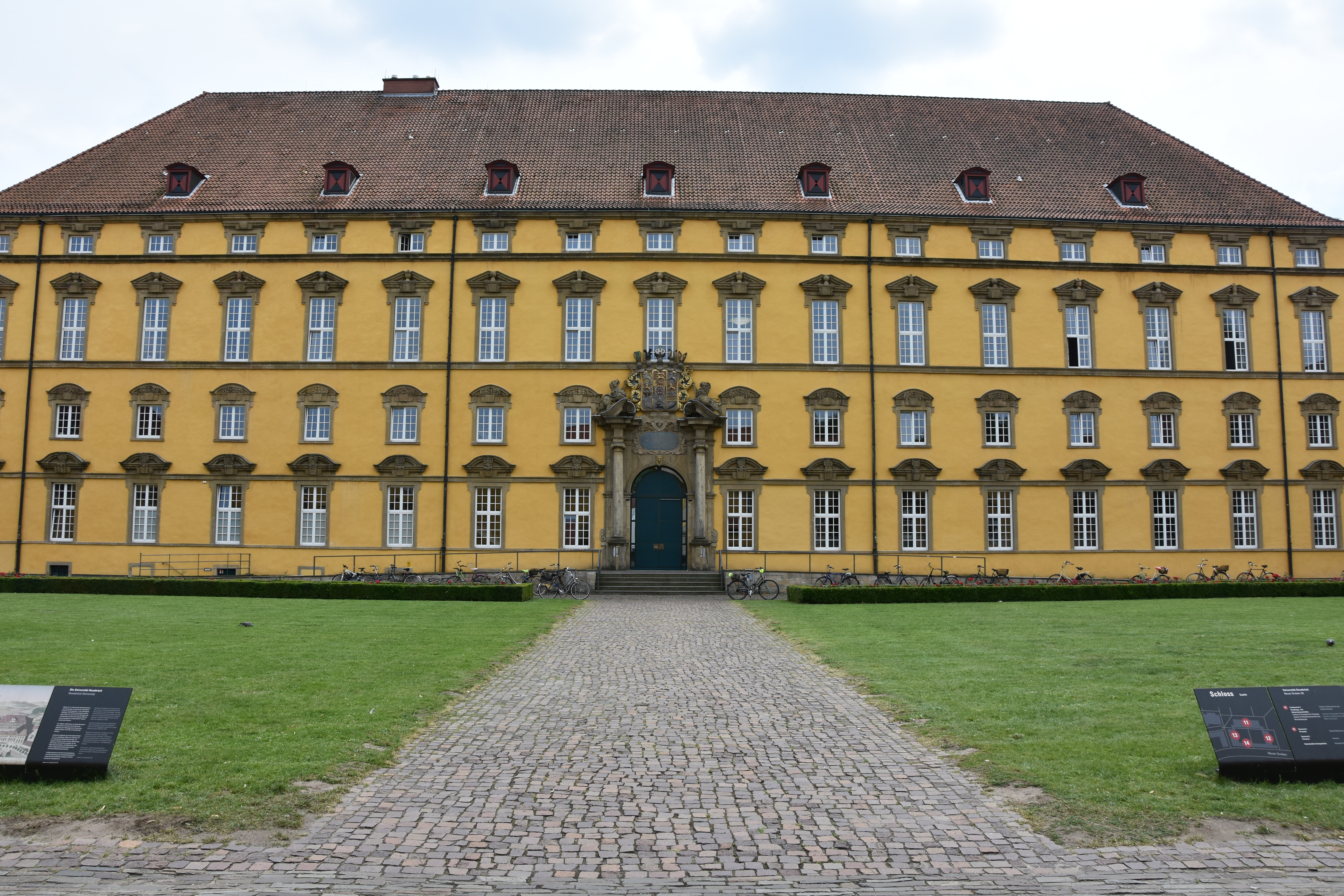
Kasteel Osnabrück, vanaf 1673 bisschoppelijke residentie, nu administratiegebouw van de universiteit

Later treden verliezen op als de graafschappen onafhankelijk worden. In 1543 voert de bisschop een lutherse kerkorde in en de residentie wordt verplaatst naar Fürstenau. De lutherse kerkorde wordt in het Interim van Augsburg van 1548 herroepen.
Tijdens de Dertigjarige Oorlog wordt het prinsbisdom in 1633 door Zweedse troepen bezet. De bezetting wordt pas in 1651 beëindigd, drie jaar na het vredesverdrag van Osnabrück. In dat vredesverdrag wordt in artikel 13 een zeer merkwaardige constructie vastgelegd:
- Paragraaf 1: Alternerend een katholieke bisschop en een evangelische administrator uit het huis Brunswijk-Lüneburg
- Paragraaf 2: Schadeloosstelling voor de Zweedse graaf van Wasaburg, die het bisdom sinds 1634 bestuurt.
- Paragraaf 3: Teruggave van het bisdom aan bisschop Frans Willem van Wartenberg
- Paragraaf 4: Regeling van de religieuze verhoudingen in het bisdom. Dit zal resulteren in 20 lutherse en 30 katholieke parochies.
- Paragraaf 5: Opvolger van bisschop Frans Willem wordt Ernst August van Brunswijk-Lüneburg.
- Paragraaf 6: Mocht Ernst August overleden zijn zonder bisschop geweest te zijn, dan wordt een nakomeling van hertog Georg van Brunswijk gekozen; dit moet een jonger lid zijn van die familie zijn en geen regerend vorst.

Op 9 november 1802 lijft het keurvorstendom Hannover het prinsbisdom in. Dit wordt gelegaliseerd in de Reichsdeputationshauptschluss van 25 februari 1803. In artikel 4 wordt het bisdom Osnabrück aan Hannover toegewezen ter compensatie van de afstand van zijn aanspraken op het graafschap Sayn-Altenkirchen, het bisdom Hildesheim, het bisdom Corvey met Höxter en de aanspraken op rechten in de rijkssteden Bremen en Hamburg. Verder voor de afstand van het ambt Wildeshausen aan Oldenburg.
Met Hannover komt het gebied in 1807 aan het koninkrijk Westfalen. Op 10 december 1810 wordt het ingelijfd bij het keizerrijk Frankrijk. Na de nederlagen van Napoleon in 1812 en 1813 wordt de oude toestand hersteld. Het Congres van Wenen bevestigt de aansluiting bij het nieuwe koninkrijk Hannover.